# 八坂神社 (守谷市)
八坂神社（やさかじんじゃ）は、茨城県守谷市にある神社。

## 概要
つくばエクスプレスおよび関東鉄道の守谷駅から南東に進んだ先に鎮座している。
創建は大同元年（806年）、その後、慶長3年（1598年）に守谷城主・土岐定義によって現在地に遷座された。

## 祭神
- 素戔嗚尊（牛頭天王）